# São Sebastião do Maranhão
São Sebastião do Maranhão is een gemeente in de Braziliaanse deelstaat Minas Gerais. De gemeente telt 12.099 inwoners (schatting 2009).

## Aangrenzende gemeenten
De gemeente grenst aan Água Boa, Aricanduva, Frei Lagonegro, Itamarandiba, José Raydan, Santa Maria do Suaçuí en São José do Jacuri.